# FME-CWM

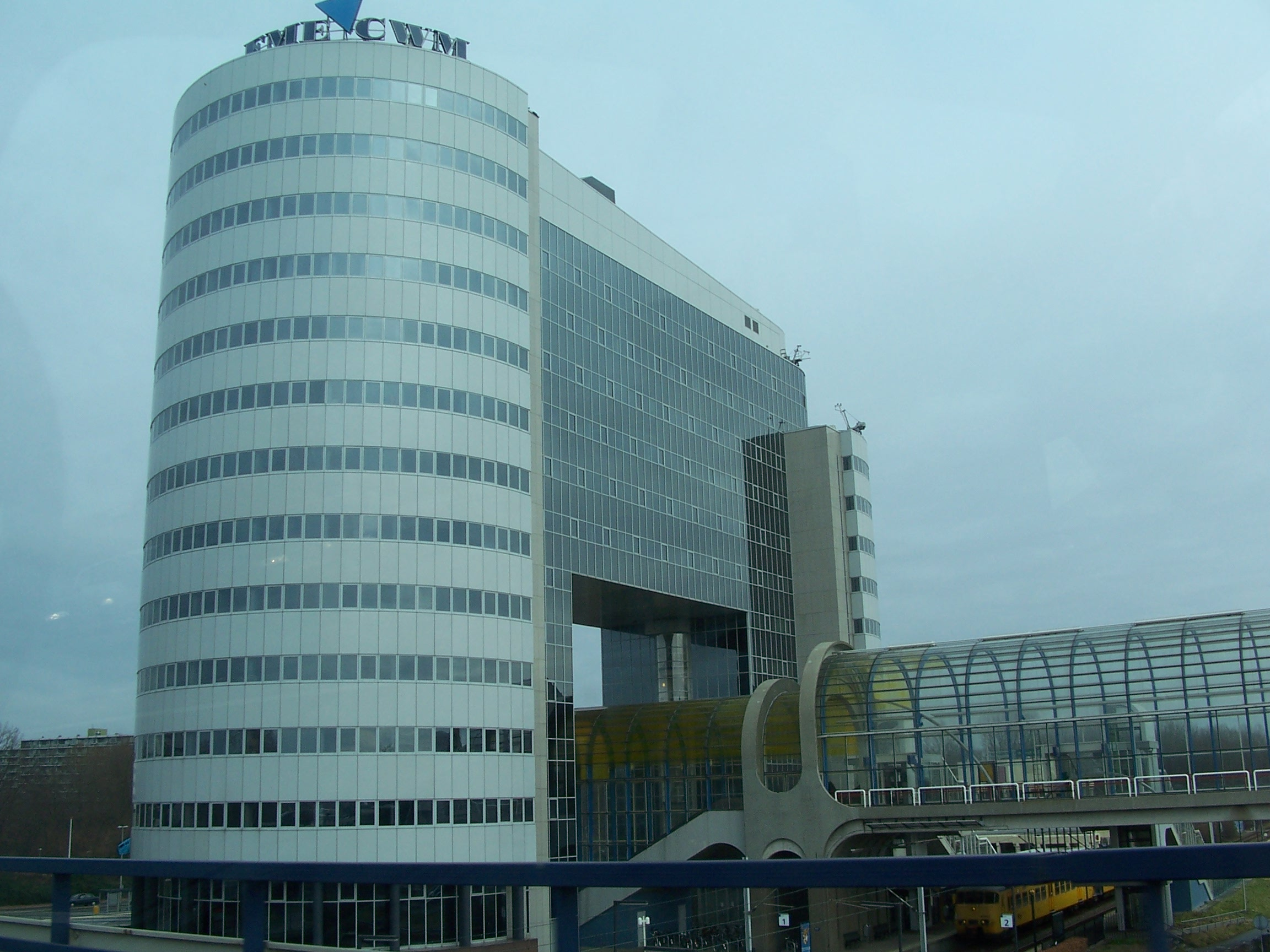
Gebouw in Zoetermeer

De vereniging FME (vroeger FME-CWM) is een ondernemersvereniging voor de technologische industrie in Nederland. FME is gevestigd in Zoetermeer en heeft 2200 bedrijven als lid. Zij verzorgt het secretariaat van en de belangenbehartiging namens vijfenveertig brancheverenigingen. Voorzitter en algemeen directeur van FME is Theo Henrar sinds 17 juni 2021. Zijn voorganger was Ineke Dezentjé Hamming-Bluemink die deze functie 10 jaar vervulde. Haar voorganger was Jan Kamminga.

## Geschiedenis
De ondernemersorganisatie CWM werd in 1951 opgericht als de Contactgroep van Werkgevers in de Metaalindustrie. CWM richtte zich op kleine en middelgrote industriële bedrijven, met een bijzondere focus op familiebedrijven, die specifieke eisen stellen aan hun werkgeversorganisatie. Hierdoor kreeg CWM een uniek karakter en signatuur.
In 1961 ontstond de FME door de samenvoeging van vijf organisaties: de Katholieke Vereniging van Werkgevers in de Metaalindustrie (KVWM), de Vereniging voor Fabrieken op Elektrotechnisch Gebied in Nederland (FOEGIN), de Vereniging van Protestants-Christelijk Metaalindustriëlen in Nederland (VPCM), de Metaalbond en de Vereniging van Metaal-Industrieën (VMI). Deze organisaties vormden samen de Federatie Metaal-en Elektrotechnische Industrie FME, en werkten bijna dertien jaar samen binnen een gezamenlijke bureau.
De samenwerking leidde tot de oprichting van de Vereniging FME op 10 januari 1974, die de taken van zowel de federatie als de moederverenigingen overnam. Vervolgens werden de federatie en de moederverenigingen opgeheven.
In 1995 besloten de ledenvergaderingen van de Vereniging FME en de Ondernemersorganisatie CWM om te fuseren tot de Vereniging FME-CWM, die op 1 januari 1996 van start ging. Per 1 januari 1997 hielden FME en CWM als afzonderlijke verenigingen op te bestaan, waardoor de Vereniging FME-CWM ontstond.
Sinds mei 2016 is de vereniging gehuisvest aan de Zilverstraat, waar zij het pand deelt met Bouwend Nederland. Dit symboliseert de ketensamenwerking die niet alleen van belang is voor de leden, maar ook tussen verschillende brancheorganisaties.
In 2019 werd de naam gewijzigd van FME-CWM naar Vereniging FME, waarmee de vereniging terugkeerde naar de naam van de oorspronkelijke organisatie die in 1961 was ontstaan.

## Structuur
FME is een Nederlandse ondernemersorganisatie die een breed scala aan bedrijven vertegenwoordigt, waaronder technostarters, handelsbedrijven, middelgrote en kleine industrieën (MKI), en grote industrieën en multinationals. Deze bedrijven zijn actief in diverse sectoren zoals metaal, elektronica, elektrotechniek en kunststof. In totaal zijn er 2.200 leden aangesloten bij FME, die gezamenlijk 220.000 medewerkers in dienst hebben.De FME-leden genereren een gezamenlijke omzet van 139 miljard euro, waarvan 59 miljard euro afkomstig is uit exportactiviteiten.
FME speelt een belangrijke rol in de ondersteuning en vertegenwoordiging van haar leden door intensief samen te werken met 34 partnerbranches. Deze samenwerking stelt FME in staat om de belangen van haar leden effectief te behartigen en innovatie en groei binnen de technologische en industriële sectoren te bevorderen.
Sinds mei 2016 is FME gehuisvest aan de Zilverstraat, een locatie die zij deelt met Bouwend Nederland, wat de samenwerking tussen verschillende brancheorganisaties symboliseert.
Sinds 1974 heeft de FME de structuur van een (ondernemers)vereniging. De Vereniging FME heeft een gestructureerde organisatie die erop gericht is de belangen van haar leden optimaal te behartigen en de strategische doelstellingen van de vereniging te realiseren. De verenigingsstructuur van FME omvat verschillende organen en functies:
1. Algemene Ledenvergadering: Dit is het hoogste besluitvormende orgaan binnen de vereniging, waarin alle leden vertegenwoordigd zijn. De Algemene Ledenvergadering komt minstens twee maal per jaar bijeen om belangrijke beslissingen te nemen, zoals het goedkeuren van de jaarrekening, het vaststellen van de begroting en het kiezen van bestuursleden.
2. Bestuur: Het bestuur van FME is verantwoordelijk voor het dagelijks bestuur en de strategische leiding van de vereniging. Het bestaat uit vertegenwoordigers van de leden en wordt geleid door een voorzitter. Het bestuur houdt toezicht op de uitvoering van het beleid en de activiteiten van de vereniging.
3. Regiobesturen: FME heeft vijf regiobesturen, samengesteld uit een evenredige afspiegeling van het ledenbestand. De regiobesturen samen vormen de Beleidsraad, die adviezen verstrekt voor beleidsontwikkeling op de langere termijn.
4. Afdelingen en Commissies: FME heeft verschillende afdelingen en commissies die zich richten op specifieke thema's en sectoren binnen de technologische en industriële branche. Deze groepen bestaan uit deskundigen en vertegenwoordigers van de leden en adviseren het bestuur en de directie over relevante zaken.
5. Partnerbranches: FME werkt intensief samen met 34 partnerbranches, die ieder een specifieke sector of niche vertegenwoordigen. Deze samenwerking zorgt voor een bredere ondersteuning en kennisdeling tussen de verschillende branches binnen de technologische en industriële sectoren.

## Standpunten
FME is een Nederlandse ondernemersorganisatie die zich richt op het optimaal inzetten van technologie als oplossing voor maatschappelijke uitdagingen en voor het vergroten van welzijn en welvaart. De organisatie streeft naar een sterke, wendbare sector die innovatie en groei bevordert. FME behartigt de belangen van haar leden op diverse belangrijke thema's voor het bedrijfsleven, zowel in Den Haag als in Brussel. De organisatie zet zich in voor innovatievraagstukken, arbeidsmarkt- en scholingsbeleid en andere relevante onderwerpen. FME voert actieve lobbyactiviteiten, voert onderzoeken uit en organiseert voorlichtingsbijeenkomsten en klankbordgroepen. Deze activiteiten zijn gericht op het vinden van oplossingen voor vraagstukken die ondernemers raken.
FME werkt soms samen met andere organisaties die vergelijkbare belangen hebben. De organisatie onderhoudt nauwe contacten met Kamerleden, volgt politieke debatten op de voet en neemt deel aan besprekingen met ministeries om plannen en besluitvorming te beïnvloeden. Een belangrijk aspect van deze samenwerking is het meenemen van Kamerleden naar de werkvloer om hen direct inzicht te geven in de impact van wet- en regelgeving en actuele problemen op de lidbedrijven van FME.
Actuele standpunten zijn o.a. op het gebied van:
- Arbeidsmarkt en onderwijs
  - Onderwijs en certificering
  - best practises
  - werkgeverschap
- Digitalisering
  - Cybersecurity
  - Smart Industry
  - Trading Technologies
- Safety & Security
- Verduurzaming
  - Nieuwe energiedragers
  - Warmteopslag
  - Energietransitie
- Markt(ontwikkeling)
- Concurrentie en marktontwikkelingen
- Regelgeving en compliance
- Prijsontwikkelingen
- Circulaire economie en recycling